# Willem de Waal
Pas d'image ? Cliquez ici

a Compétitions nationales et continentales officielles uniquement.

Dernière mise à jour le 3 septembre 2018.
 Willem de Waal, né le 17 février 1978 à Paarl, est un joueur de rugby à XV sud-africain évoluant au poste de demi d'ouverture (1,91 m pour 95 kg).
S'il n'a jamais été international à aucun niveau, il a été toutefois sélectionné pour l'équipe des « Emerging Springboks » lors de la tournée des Lions britanniques et irlandais en juin 2009. Entré en jeu à la 52e minute, sa transformation de l'essai de Danwell Demas depuis le bord de la touche à la dernière minute du match disputé au Cap a permis à son équipe d'arracher le match nul 13-13, empêchant les Lions de rêver à une tournée entièrement victorieuse.

## Carrière en club / province / franchise
- 1997-99 :  Stellenbosch ( Afrique du Sud)

### Province (Currie Cup)
- 2002-03 : Leopards ( Afrique du Sud)
- 2004-08 : Free State Cheetahs ( Afrique du Sud)
- 2008-09 : Western Province ( Afrique du Sud)

### Franchise (Super 12/14)
- 2004 : Bulls ( Afrique du Sud)
- 2005 : Cats ( Afrique du Sud)
- 2006-2007 : Cheetahs ( Afrique du Sud)
- 2009 : Stormers ( Afrique du Sud)

### Club
- novembre 2007-2008 : RC Narbonne (Pro D2,  France)[3]
- 2010-2012 : Benetton Trévise (Ligue celte,  Italie)

## Palmarès
- Vainqueur de la Currie Cup : 2005, 2006, 2007
- Élu meilleur joueur de la saison par l’association des joueurs sud-africains (SARPA) : 2007
- Élu meilleur joueur de la Currie Cup : 2007
- Deux fois meilleur réalisateur de la Currie Cup : 2006, 2007